# Henry Havard
Henry Havard, född den 5 september 1838 i Charolles, departementet Saône-et-Loire, död den 31 oktober 1921 i Paris, var en fransk konsthistoriker.
Havard var huvudsakligen specialiserad på holländsk konst och rumskonst. Bland hans böcker märks L'art et les artistes hollandais (1879–1881) och Histoire et philosophie des styles (1899).